# Хшовиці
Хшовиці (пол. Chrzowice, нім. Oderfelde) — село в Польщі, у гміні Прушкув Опольського повіту Опольського воєводства.
Населення — 122 особи (2011).

## Демографія
Демографічна структура станом на 31 березня 2011 року:
|          | Загалом | Допрацездатний вік | Працездатний вік | Постпрацездатний вік |
| -------- | ------- | ------------------ | ---------------- | -------------------- |
| Чоловіки | 57      | 8                  | 42               | 7                    |
| Жінки    | 65      | 10                 | 39               | 16                   |
| Разом    | 122     | 18                 | 81               | 23                   |